# منتخب آيسلندا لكرة السلة
منتخب أيسلندا لكرة السلة هو ممثل أيسلندا الرسمي في المنافسات الدولية في كرة السلة. ينتمي إلى منطقة الاتحاد الأوروبي لكرة السلة. انضم إلى الاتحاد الدولي لكرة السلة في عام 1959.

## البطولات التي شارك فيها
- بطولة أمم أوروبا لكرة السلة